# Крик сови
Крик сови (англ. Hoot) — американська сімейна кінокомедія 2006 року режисера Віла Шрайнера.

## Опис
Переїхавши з рідної Монтани до сонячної Флориди, Рой одразу ж потоваришував із парою хлопців. Приятелі почали знайомити героя з місцевими пам'ятками та посвятили у серйозну проблему. Виявляється, що місцеві чиновники та підприємці цілеспрямовано знищують природне місце проживання рідкісного виду сов. Птахи просто гинуть через дії людини, і цей факт не може залишатися поза увагою. Молоді герої вирішують покласти край жорстоким діянням дорослих. Але що можуть зробити прості діти проти акул бізнесу та інших представників влади? Адже можуть, і зроблять, причому, навіть найдосвідченіші чиновники здивуються, з якою спритністю та цілеспрямованістю молоді герої відстоюватимуть життєві принципи.

## У ролях
| Актор             | Роль                                                                         |
| ----------------- | ---------------------------------------------------------------------------- |
| Люк Вілсон        | Девід Делінко (офіцер поліції в Коконат-Коув)                                |
| Логан Лерман      | Рой А. Еберхардт (хлопчик, який допомагає врятувати сов)                     |
| Брі Ларсон        | Беатріс Ліп (дівчина, з якою Рой дружить)                                    |
| Тім Блейк Нельсон | Лерой Бранніт (бригадир з будівництва)                                       |
| Ніл Флінн         | містер Еберхардт (батько Роя)                                                |
| Роберт Вагнер     | мер Гранді (мер Коконат-Коув)                                                |
| Коді Лінлі        | Наполеон Брідджер Ліп (зведений брат Беатріс)                                |
| Кларк Грегг       | Чак Макл (корумпований регіональний менеджер «Млинцевого дому матінки Поли») |
| Кірстен Воррен    | місіс Еберхардт (мати Роя)                                                   |
| Джессіка Кофіл    | Кімберлі Лу Діксон (актриса-обличчя «Млинцевого дому матінки Поли»)          |
| Дін Коллінз       | Гаррет                                                                       |
| Джиммі Баффет     | містер Раян (вчитель природничих наук)                                       |
| Роберт Доннер     | Калор                                                                        |